# Kento Nakajima
 (février 2018).
Si vous disposez d'ouvrages ou d'articles de référence ou si vous connaissez des sites web de qualité traitant du thème abordé ici, merci de compléter l'article en donnant les références utiles à sa vérifiabilité et en les liant à la section « Notes et références ».
Kento Nakajima (中島健人, Nakajima Kento), né le 13 mars 1994, est un acteur et chanteur japonais. Il est principalement connu étant membre du groupe d'idol japonais Sexy Zone avec Satou Shori, Marius Yo, Kikuchi Fuma et Matsushima Sou. Il s'est retiré de Sexy Zone le 31 mars 2024.

## Filmographie
- 2013 : Bad Boys J The Movie [劇場版　BAD BOYS J] : Tsukasa Kiriki
- 2014 : Silver Spoon[銀の匙 Silver Spoon] : Yuugo Hachiken
- 2016 : Kurosaki-kun no Inari nante naranai [黒崎くんの言いなりになんてならない] : Haruto Kurosaki
- 2017 : The Anthem of the Heart [心が叫びたがってるんだ] : Takumi Sakagami
- 2017 : Teen Bride [未成年だけどコドモじゃない] : Nao Tsurugi
- 2018 : Nisekoi [ニセコイ] : Raku Ichijo